# ICx
ICx är ett nytt tågsätt för långdistanstrafik som operatören DB (Tyska statsjärnvägen), Deutsche Bahn har beställt. Upp till 300 stycken tågsätt kommer att beställas. De första ICx-tågen kommer att ersätta vagnarna i InterCity- och EuroCitytågen, som sattes i trafik redan under 1960-talet. År 2025 kommer ICx- tågen att börja ersätta ICE 1- och ICE 2-tågen., som började att gå i trafik 1991.  ICx-tågen kommer att köras på fjärrtågslinjer där Deutsche Bahn tycker att ICE-tåg speciellt designade för ännu högre hastigheter (330 km/h) inte är lämpliga. Då kommer ICx-tågen att svara för ungefär 70% av Deutsche Bahns intercity- trafik. De nya ICx-tågen kommer att utgöra ryggraden i Deutsche Bahns framtida långdistansnätverk.
ICx är ett projektnamn. Den slutgiltiga benämningen av tåget är ännu inte bestämd.

## Kontrakt
Den 25 januari 2010 utsågs Siemens Mobility av DB till leverantör av ICx-tågen, den striden vann det över franska företaget Alstom (som bland annat har levererat TGV-tågen samt svenska X40 och X60), och den 9 maj 2011 skrev DB och Siemens Mobility på ett ramavtal för upp till 300 tågsätt som ska vara levererade innan 2030. Av dessa beställdes 130 st. (45 st. K1n och 85 st. K3s) direkt, för att följas upp av ytterligare 90 st. tågsätt till ett sammanlagt värde av 6 mdr. Euro.
DB har även option på en order på ytterligare 80 stycken K3s-tågsätt. För denna tredje del av kontraktet finns planer på att ersätta ICE 3-tågen runt 2025. Denna option kan närsomhelst lösas in.
Av dessa 220 tågsätt är 112 st. av versionen K1n (7-vagnars tågsätt) och 108 st. av versionen K3s (10-vagnars tågsätt).

## Konfigurationer
ICx-tågen kommer att vara en blandning av motorvagnar och släpvagnar. DB planerar upp till 24 olika konfigurationer. Den första ordern täcker två typer av tågsätt, K1n (7-vagnars tågsätt) med tre stycken motorvagnar. Tågen är 202 m långa och har en maxhastighet av 230 km/t som ska ersätta lokdrivna InterCity-tåg och K3s (10-vagnars tågsätt) med fem motorvagnar, har en maxhastighet på 249 km/t och kommer att ersätta ICE 1- och ICE 2-tågen.
Alla konfigurationer kommer att ha bistrovagn, familjeutrymme och cykelutrymmen (K1n har åtta cykelplatser). I och med toppfarten på 249 km/t undviks behovet av att uppfylla de mera krävande "Technical Specifications for Interoperabilitys" krav på järnvägsfordon som körs i över 250 km/h. De drivna vagnarna (exkl. drivande vagnar) klassas som multipla enheter, där de inom området innebär en komplett nyutveckling.
Tågen består av fem typer av vagnar:
manövervagnar, mellanvagnar av motorvagnstyp, mellanvagnar av släpvagnstyp, bistrovagnar och servicevagnar
Av de 130 K1n som är beställda godkänns för Tyskland, Österrike och Schweiz. Tolv tågsätt kommer att utrustas för trafik i Nederländerna. DB har även en option på tolv tågsätt utrustade för Danmarkstrafik. Övriga vagnar kan utrustas för utlandsbruk i ett senare skede.
De K3s som är beställda är godkända för trafik i Tyskland, Österrike och Schweiz. Utöver den första beställningen av K3s finns tillstånd för Frankrike, Italien, Polen och Tjeckien.

## Utséende
In- och utvändigt kommer ICx-tågen att vara mycket lika ICE-tågen. I motsats till alla tidigare ICE-tåg är vagnkorgarna byggda i stål, inte som tidigare i aluminium.
K1n har två rullstolsplatser, K3s har tre stycken.

## ICx-tåg i Sverige?
Även i Sverige pågår införandet av eldrivna motorvagnståg för höga hastigheter. Dock saknas längre sträckor för extremt höga hastigheter (+300 km/h) men för hastigheter uppemot 249 km/h är ICx en stark kandidat för fortsatta leveranser. Sannolikt blir det dessutom billigare att köpa in massproducerade motorvagnståg än att utveckla och tillverka egna i Sverige.